# Gara Timișoara Nord
Gara Timișoara Nord (inițial Timișoara-Iosefin) este gara principală a orașului și totodată cea mai mare gară din regiunea de vest a României. În ceea ce privește transportul de pasageri, Timișoara Nord este una dintre cele mai aglomerate gări din România, cu o medie de 174 de trenuri de călători/zi și un flux de 5530 de călători/zi. De aici operează trenuri ale Căilor Ferate Române, Regio Călători și Astra Trans Carpatic, iar pentru transportul de marfă în special ale companiei Grup Feroviar Român.

## Istoric

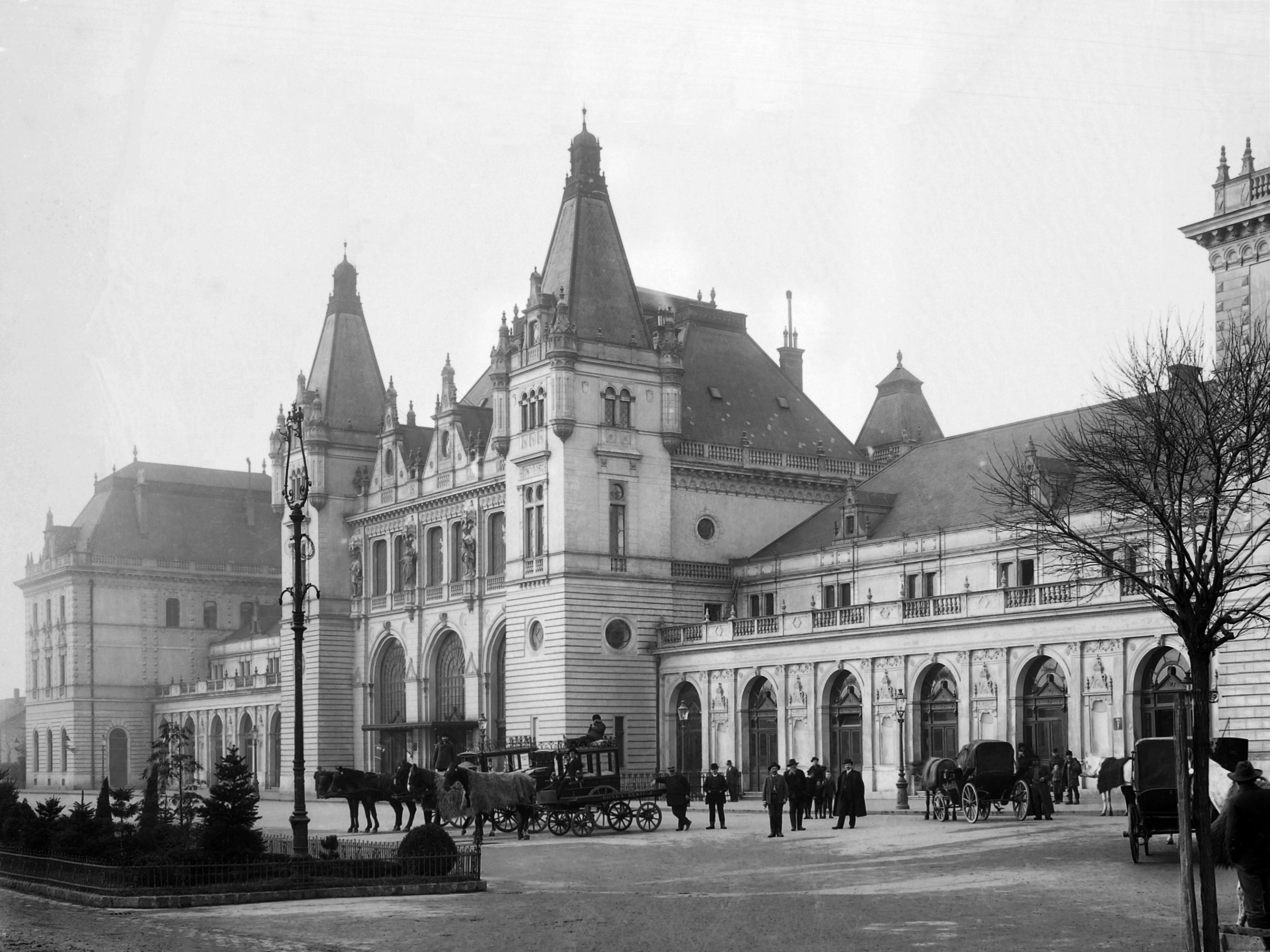
Gara „Iosefin” în 1904

Prima clădire a gării a fost inaugurată în 1897. Aceasta a fost construită în stil neoclasic după proiectul arhitectului maghiar Ferenc Pfaff. Costul construcției a fost de circa patru milioane de coroane. Numele ei inițial a fost Josefstädter Bahnhof (în germană) sau Józsefváros indóház (în maghiară), în traducere „gara din Iosefin”, după numele cartierului Iosefin în care se află.
După unirea Banatului cu România și instaurarea administrației românești la Timișoara, în 1919, gara a fost redenumită în Gara „Domnița Elena”, nume pe care l-a purtat până la Al Doilea Război Mondial.
Gara a suferit avarii majore în timpul bombardării Timișoarei din cel de-Al Doilea Război Mondial, fiind bombardată de aviația aliată în noaptea din 16/17 iunie 1944.
După acest bombardament, o parte din pereții clădirii gării prezentau un pericol pentru călători, iar Serviciul tehnic al municipiului a luat decizia de a-i demola la 21 iunie 1944. Lucrările de demolare au început data de 28 iunie, iar în timpul lucrărilor plafonul sălii unde se aflau birourile serviciilor de tranzit s-a prăbușit, provocând moartea a cinci persoane și rănirea altor zece.

La 3 iulie 1944 gara a fost puternic avariată în bombardamentul aviației Aliate asupra orașului. În noaptea de 30 spre 31 octombrie 1944, gara a fost bombardată din nou, de această dată de Luftwaffe, fiind distruse și ultimele structuri rămase în picioare.

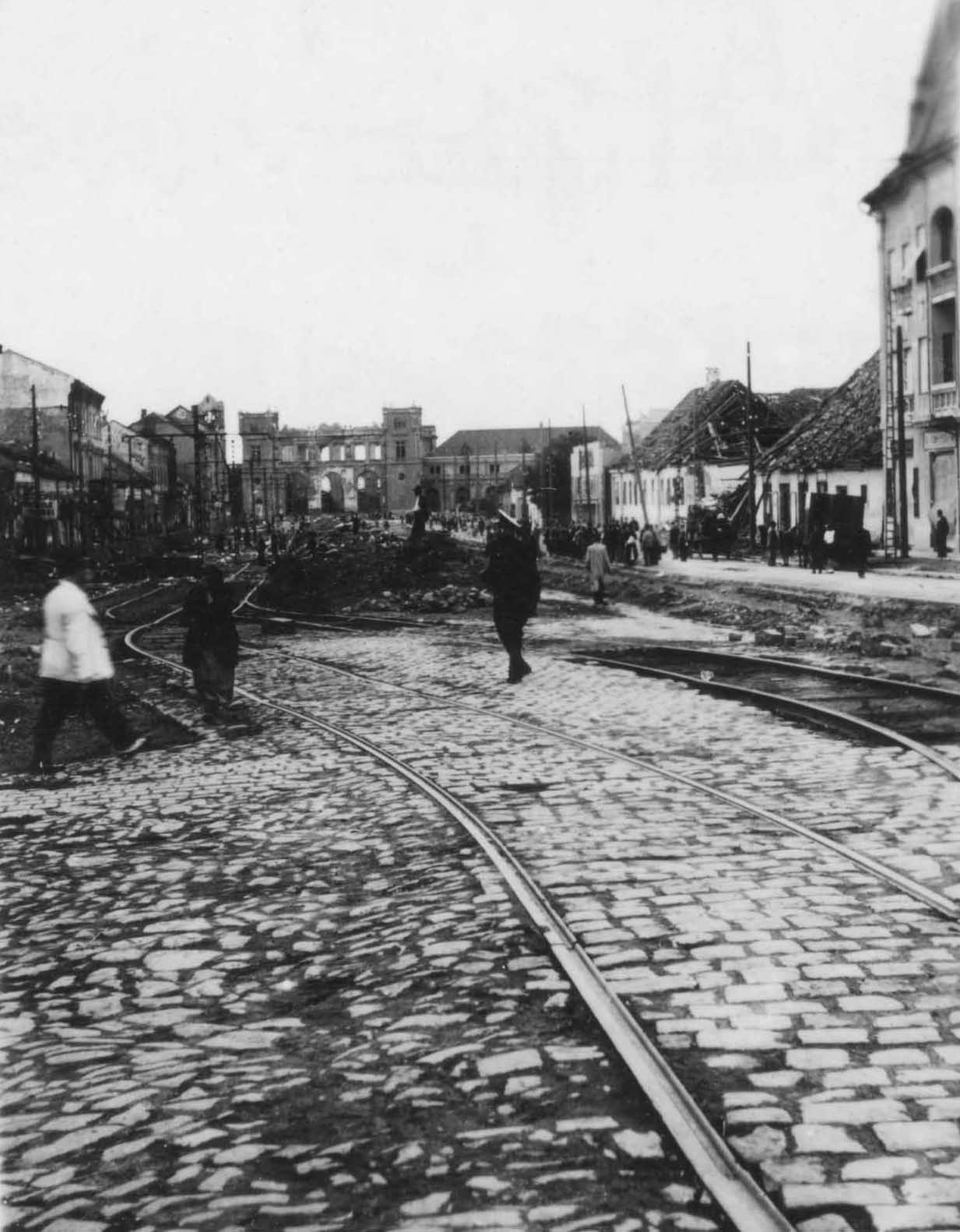
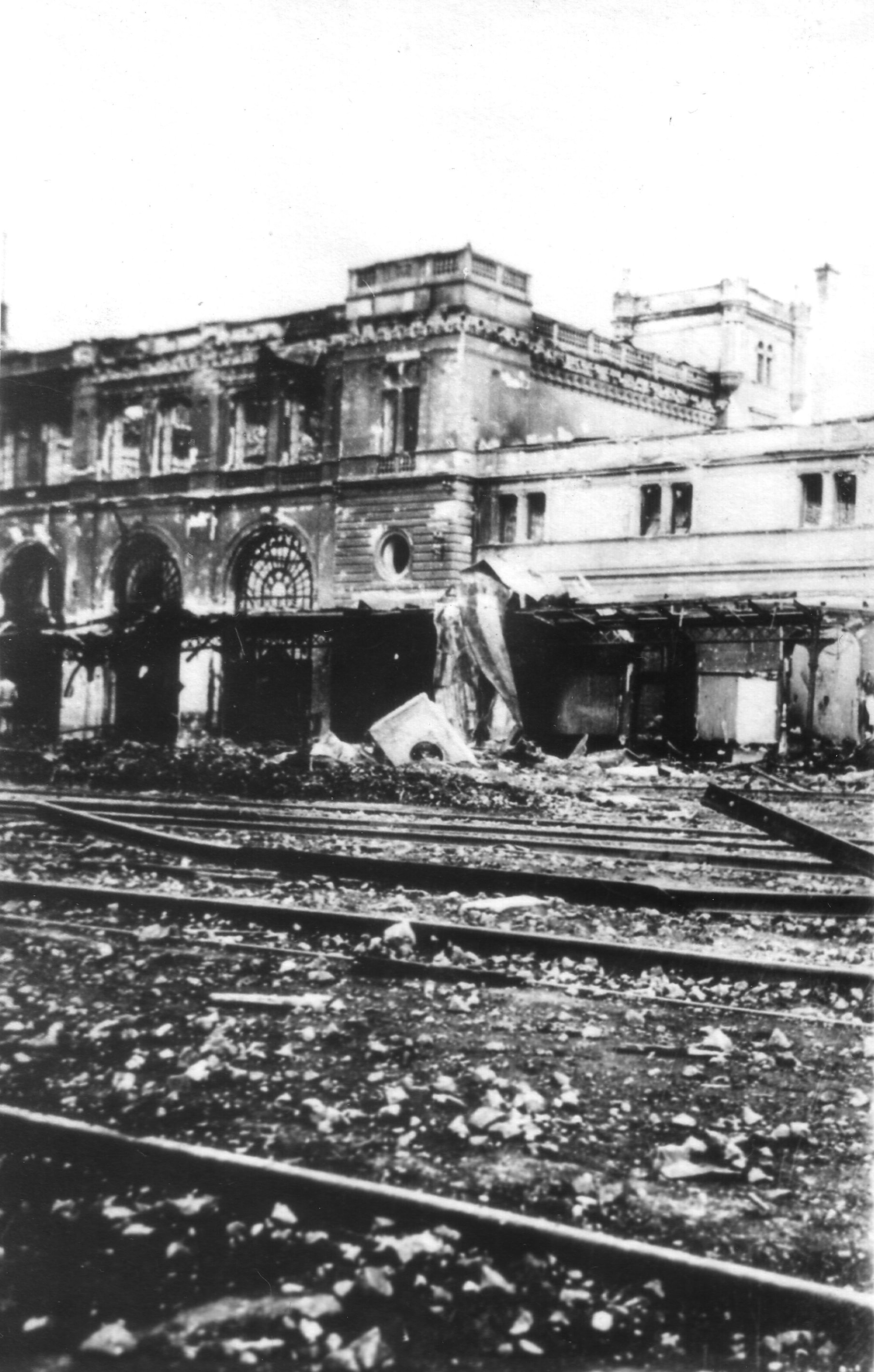
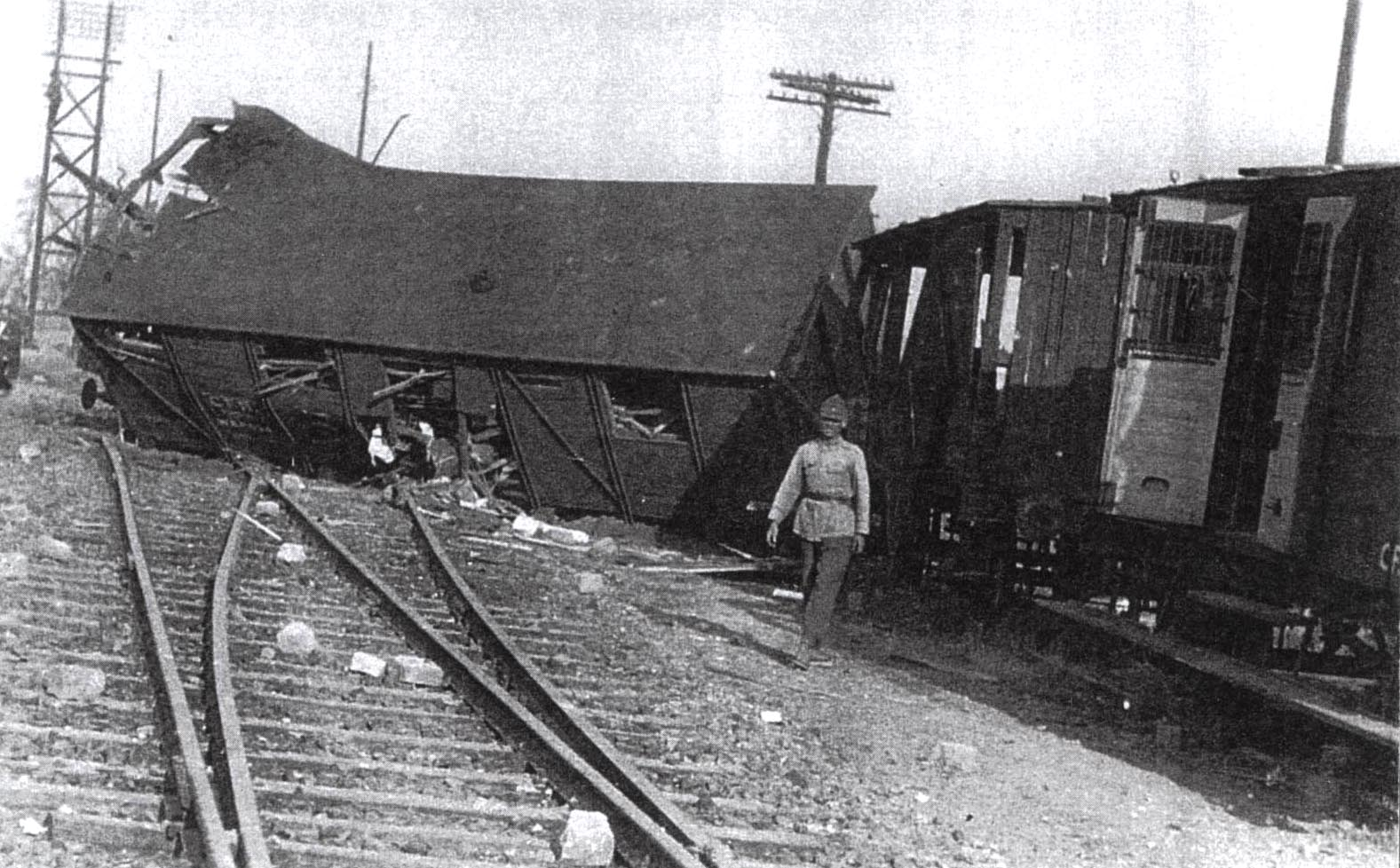
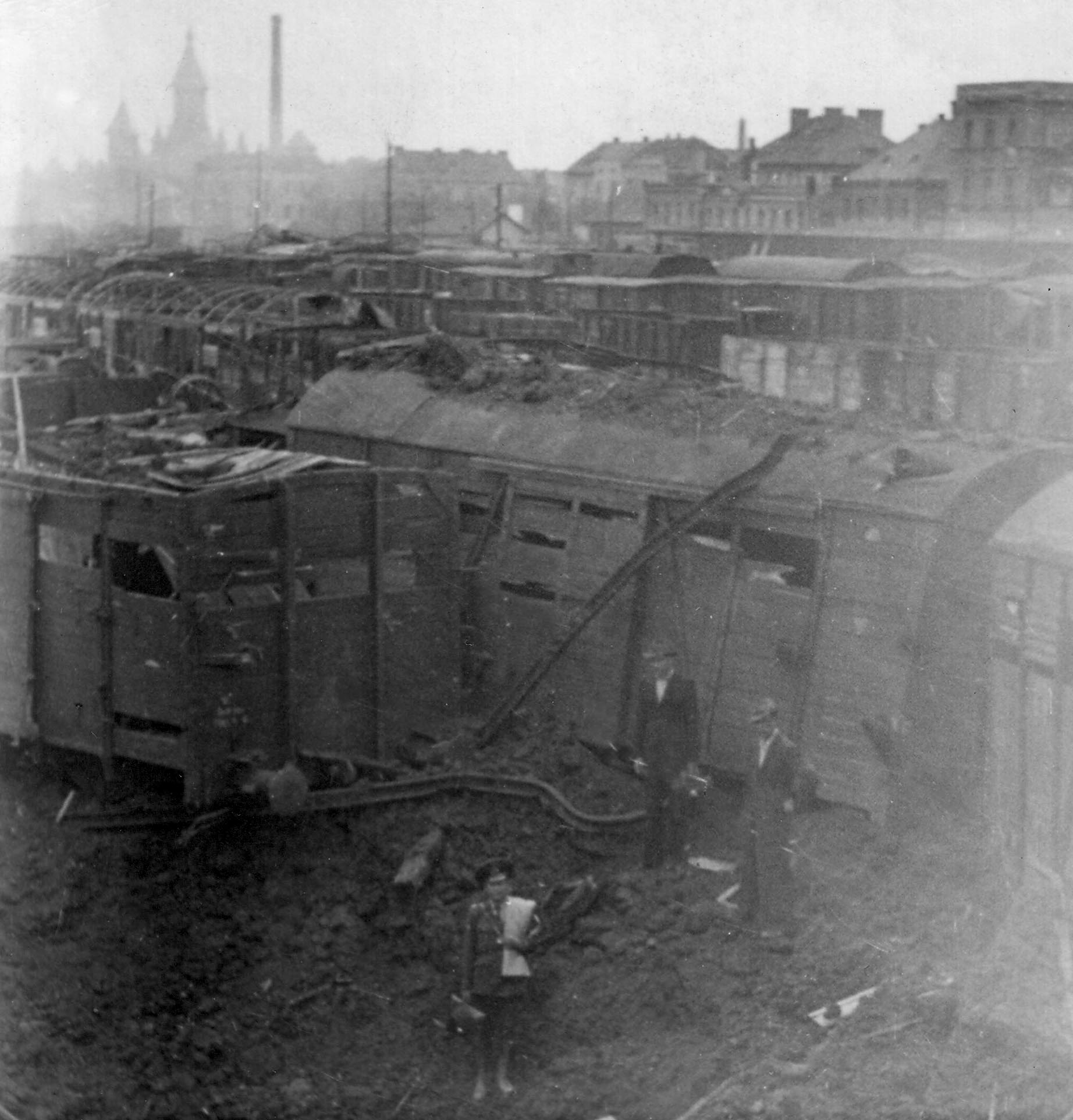
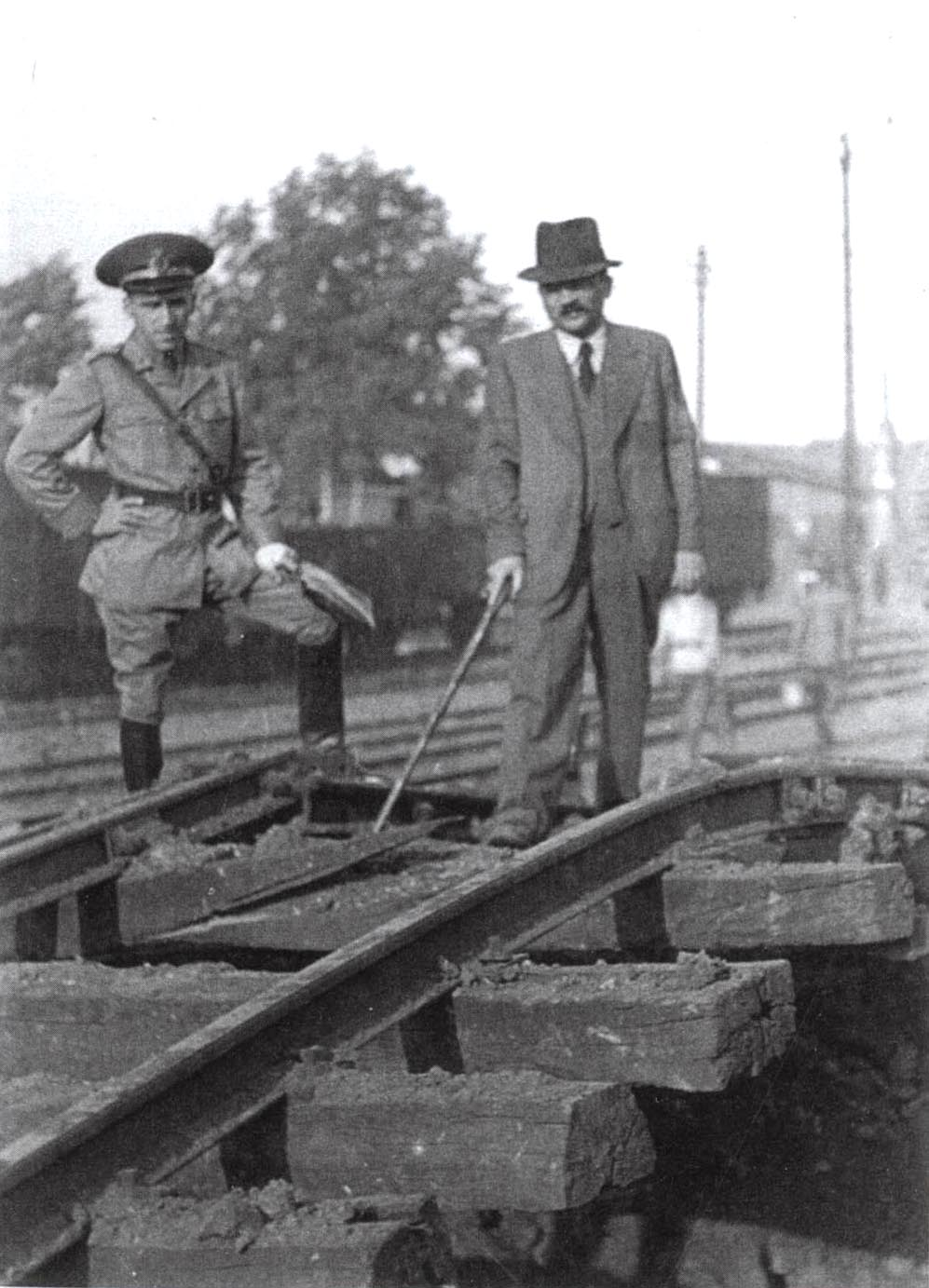
Fotografii din 1944 cu distrugerile provocate Gării Domnița Elena după un bombardament al Aliaților

Reconstrucția gării s-a făcut parțial după planurile inițiale. Până în anii 1960 încă mai dăinuia aripa de est a vechii clădiri, însă în 1976 a fost modernizată și stilul arhitectural schimbat radical.

## Linii

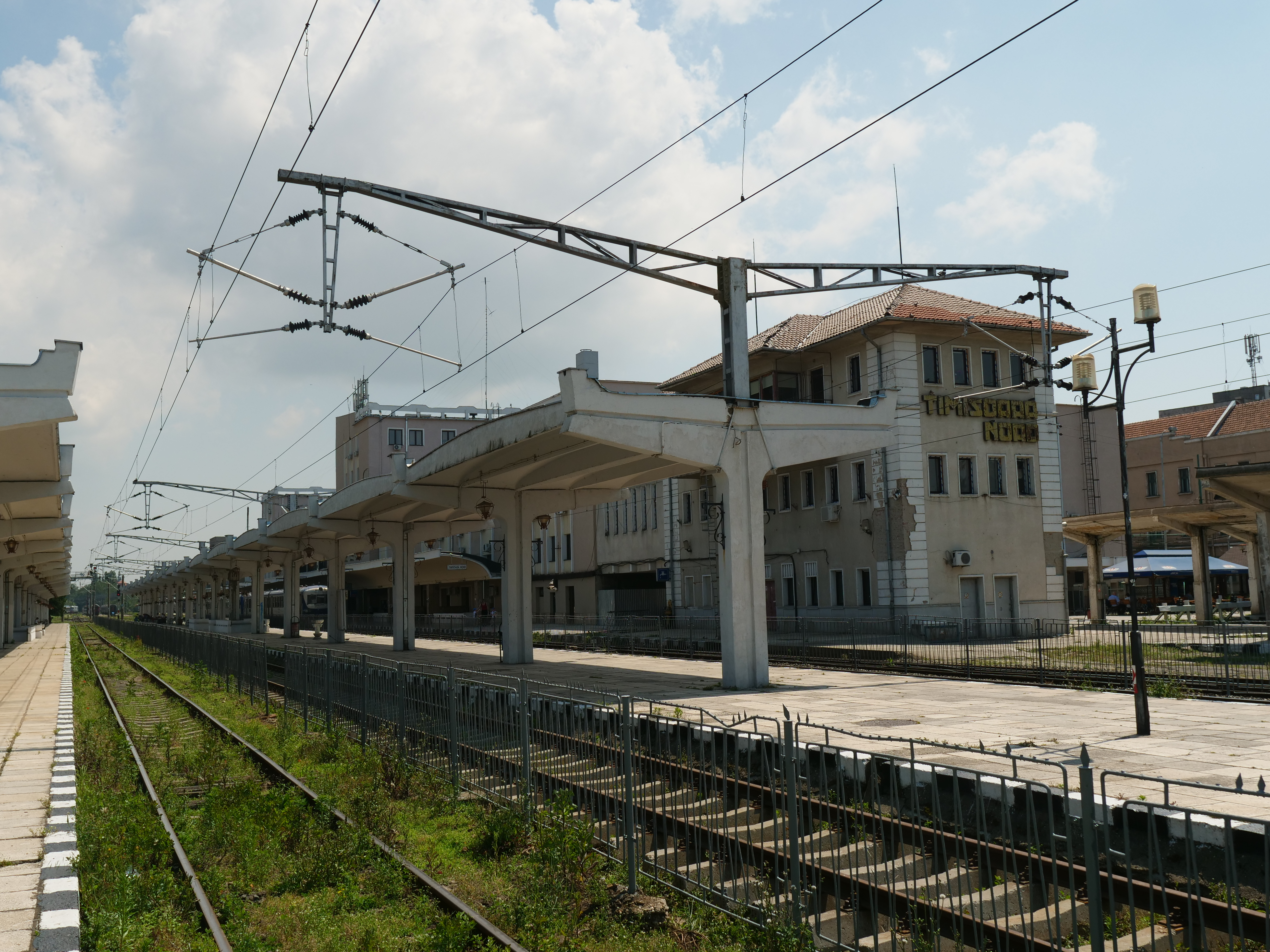
Vedere de pe peron

Din Timișoara pornesc o serie de căi ferate distincte, care fac legătura cu orașe aflate atât în România, cât și în Serbia sau Ungaria, iar de acolo, mai departe, cu alte orașe din Europa.
- Magistrala CFR 213 Timișoara–Radna/Lipova
- Magistrala CFR 218 Timișoara–Cenad
- Magistrala CFR 310 Timișoara–Arad.
- Magistrala CFR 900 Timișoara–București, parte a coridorului IV pan-european Dresda–Istanbul (ramura sudică)
- Magistrala CFR 918 Timișoara–Buziaș–Lugoj
- Magistrala CFR 919 Timișoara–Jimbolia, cu extindere spre Kikinda, în Serbia.
- Magistrala CFR 922 Timișoara–Stamora Moravița. Linia continuă și pe teritoriul Serbiei, prin Vârșeț până la Belgrad
- Magistrala CFR 926 Timișoara–Cruceni.

## Acces
Accesul la Gara de Nord se poate face cu troleibuzele 11, M11, 14, M14, 18, cu tramvaiele 1, 8, 9, și cu autobuzele 5b, Expres 1, Expres 3, Expres 4 barat.

## Distanțe față de alte orașe (gări) din România
- Timișoara Nord și Arad – 57 km
- Timișoara Nord și Baia Mare – 370 km
- Timișoara Nord și Brașov – 455 km
- Timișoara Nord și București Nord – 533 km
- Timișoara Nord și Cluj-Napoca – 330 km
- Timișoara Nord și Constanța (via București Nord) – 758 km
- Timișoara Nord și Craiova – 324 km
- Timișoara Nord și Galați (via Brașov) – 765 km
- Timișoara Nord și Galați (via Craiova) – 762 km
- Timișoara Nord și Iași (via București Nord) – 939 km
- Timișoara Nord și Iași (via Cluj-Napoca) – 788 km
- Timișoara Nord și Oradea – 178 km
- Timișoara Nord și Sibiu – 306 km
- Timișoara Nord și Suceava Burdujeni – 652 km

## Distanțe față de alte orașe (gări) din Europa
- Timișoara Nord și Belgrad – 178 km
- Timișoara Nord și Berlin (gara Berlin Hbf., via Praga) – 1337 km
- Timișoara Nord și Budapesta (gara Budapesta Keleti) – 310 km
- Timișoara Nord și Chișinău (via București Nord) – 1062 km
- Timișoara Nord și Chișinău (via Cluj-Napoca) – 918 km
- Timișoara Nord și Frankfurt – 1337 km
- Timișoara Nord și Kiev (gara Kiev-Pasajirski, via Suceava) – 1760 km
- Timișoara Nord și Veneția – 1160 km
- Timișoara Nord și Viena (gara Wien Hbf.) – 582 km